# تي إل. باين
تي إل. باين (بالإنجليزية: T. L. Bayne)‏ هو لاعب كرة قدم أمريكية ومحامي أمريكي، ولد في 25 يوليو 1865 في كامبريدج في الولايات المتحدة، وتوفي في 31 أغسطس 1934 في نيو أورلينز في الولايات المتحدة.